# Фоллс Тауншип (округ Бакс, Пенсільванія)
Фоллс Тауншип (англ. Falls Township) — селище (англ. township) в США, в окрузі Бакс штату Пенсільванія. Населення — 34 716 осіб (2020).

### Клімат
| Клімат : Фоллс Тауншип  | Клімат : Фоллс Тауншип | Клімат : Фоллс Тауншип | Клімат : Фоллс Тауншип | Клімат : Фоллс Тауншип | Клімат : Фоллс Тауншип | Клімат : Фоллс Тауншип | Клімат : Фоллс Тауншип | Клімат : Фоллс Тауншип | Клімат : Фоллс Тауншип | Клімат : Фоллс Тауншип | Клімат : Фоллс Тауншип | Клімат : Фоллс Тауншип | Клімат : Фоллс Тауншип |
| Показник                | Січ.                   | Лют.                   | Бер.                   | Квіт.                  | Трав.                  | Черв.                  | Лип.                   | Серп.                  | Вер.                   | Жовт.                  | Лист.                  | Груд.                  | Рік                    |
| Абсолютний максимум, °C | 22,1                   | 25,6                   | 31,1                   | 35,1                   | 35,4                   | 36,2                   | 39,7                   | 38,4                   | 37,1                   | 31,8                   | 27,4                   | 24,5                   | 39,7                   |
| Середній максимум, °C   | 4,7                    | 6,6                    | 11,0                   | 17,8                   | 22,9                   | 28,2                   | 30,5                   | 29,6                   | 25,7                   | 19,5                   | 13,4                   | 7,3                    | 18,2                   |
| Середня температура, °C | 0,1                    | 1,4                    | 5,5                    | 11,4                   | 16,6                   | 21,8                   | 24,4                   | 23,6                   | 19,6                   | 13,2                   | 7,9                    | 2,6                    | 12,4                   |
| Середній мінімум, °C    | −4,7                   | −3,7                   | 0,0                    | 5,1                    | 10,2                   | 15,6                   | 18,3                   | 17,6                   | 13,4                   | 6,9                    | 2,4                    | −2,2                   | 6,6                    |
| Абсолютний мінімум, °C  | −23,4                  | −19,2                  | −15,3                  | −7,8                   | 0,3                    | 5,0                    | 8,4                    | 5,6                    | 2,2                    | −4                     | −11,5                  | −17,5                  | −23,4                  |
| Норма опадів, мм        | 90                     | 70                     | 109                    | 99                     | 104                    | 110                    | 132                    | 107                    | 108                    | 93                     | 88                     | 102                    | 1214                   |
| Вологість повітря, %    | 65.1                   | 61.7                   | 58.0                   | 57.0                   | 62.1                   | 66.1                   | 66.4                   | 68.6                   | 69.8                   | 68.5                   | 66.9                   | 66.8                   | 64.8                   |
| ----------------------- | ---------------------- | ---------------------- | ---------------------- | ---------------------- | ---------------------- | ---------------------- | ---------------------- | ---------------------- | ---------------------- | ---------------------- | ---------------------- | ---------------------- | ---------------------- |
| Джерело: PRISM          |                        |                        |                        |                        |                        |                        |                        |                        |                        |                        |                        |                        |                        |

## Демографія
Згідно з переписом 2010 року, у селищі мешкало 34 300 осіб у 13 107 домогосподарствах у складі 9160 родин. Було 13609 помешкань
Расовий склад населення:
| - 86,5 % — білих - 5,8 % — чорних або афроамериканців - 4,2 % — азіатів - 0,2 % — корінних американців - 1,3 % — осіб інших рас |

До двох чи більше рас належало 2,1 %. Частка іспаномовних становила 4,4 % від усіх жителів.
За віковим діапазоном населення розподілялося таким чином: 23,1 % — особи молодші 18 років, 64,4 % — особи у віці 18—64 років, 12,5 % — особи у віці 65 років та старші. Медіана віку мешканця становила 39,1 року. На 100 осіб жіночої статі у селищі припадало 95,2 чоловіків;  на 100 жінок у віці від 18 років та старших — 92,5 чоловіків також старших 18 років.
Середній дохід на одне домашнє господарство  становив 78 536 доларів США (медіана — 65 252), а середній дохід на одну сім'ю — 91 566 доларів (медіана — 75 840). Медіана доходів становила 53 217 доларів для чоловіків та 42 605 доларів для жінок. За межею бідності перебувало 6,2 % осіб, у тому числі 7,7 % дітей у віці до 18 років та 3,9 % осіб у віці 65 років та старших.
Цивільне працевлаштоване населення становило 18 038 осіб. Основні галузі зайнятості: освіта, охорона здоров'я та соціальна допомога — 25,3 %, роздрібна торгівля — 15,1 %, виробництво — 9,6 %, науковці, спеціалісти, менеджери — 9,3 %.